# Stary Garbów
Stary Garbów, daw. Garbów – wieś w Polsce, położona w województwie świętokrzyskim, w powiecie sandomierskim, w gminie Dwikozy.
W latach 1954–1972 wieś należała i była siedzibą władz gromady Garbów. W latach 1975–1998 miejscowość administracyjnie należała do województwa tarnobrzeskiego.

## Integralne części wsi
| SIMC    | Nazwa    | Rodzaj     |
| ------- | -------- | ---------- |
| 0790670 | Kobylany | części wsi |
| 0790686 | Podlesie | części wsi |
| 0790692 | Wroników | części wsi |

## Historia
Ok. 1379 r. w Garbowie urodził się rycerz Zawisza Czarny (jego imię nosi obecnie miejscowa szkoła). W XV w. właścicielami wsi byli Piotr Zawisza i Stefan Farurey Sulima.
W 1827 r. liczyła 97 mieszkańców zajmujących 15 domów. Sto lat później znajdowało się tu 59 domów, a wieś zamieszkiwały 362 osoby, w tym 7 Żydów. Funkcjonowała wówczas w niej 2-klasowa powszechna szkoła publiczna i Dom Ludowy, działała w niej ochotnicza straż pożarna. Od 1928 r. dysponowała własną mleczarnią.
Ostatnimi właścicielami wsi była rodzina Dowbor-Muśnickich (urodził się tu generał Józef Dowbor-Muśnicki), następnie została ona uspołeczniona.